# 21克拉
《21克拉》（英語：21 Carats），是一部于2015年拍攝，並于2018年上映的爱情喜剧电影。本片改编自何念的同名话剧《21克拉》，由郭京飞、迪丽热巴领衔主演，2018年4月20日于中国大陆上映。上映首日非假日单日票房破一千八百万，八天票房破億，成績優越。該電影並成為迪麗熱巴在年內連續第三部票房破億的影片。

## 故事大綱
讲述了因破产还债变卖自己所有奢侈品的拜金女刘佳音（迪丽热巴饰）与为了省钱无所不用其极的王继伟（郭京飞饰），因为一场剧场意外相遇，在一系列机缘巧合合租一个屋檐之下，过起了荒诞爆笑的流浪的故事。

## 演员列表

### 主要演员
| 演员姓名 | 角色名称 | 介绍 |
| 郭京飞   | 王继伟   | 摳門舞台劇演員，遇到刘佳音後合租房子卻又一起面臨房屋被銀行收走而無家可歸衰運連連，後來為了佳音努力改變自己和佳音的金錢觀念。 |
| 迪丽热巴 | 刘佳音   | 拜金女王，和貝總分手後破產，和王繼偉生活後改變了自己愛亂花錢又不會掙錢的壞習慣，與王繼偉相處後日久生情。                     |

### 其他演员
| 演员姓名 | 角色名称 | 介绍                                 |
| 董成鹏   | 贝总     | 佳音的前男友，視佳音為賺錢的繆斯女神 |
| 包贝尔   | 洪叔     |                                      |
| 刘芮麟   | Gary     |                                      |
| 张钟仪   | Vivian   |                                      |
| 王厂长   | 何导     |                                      |
| 榕榕     | 马太太   |                                      |
| 张杨智子 | 朱太太   |                                      |